# Live in London (álbum de April Wine)
Live in London es un concierto en directo de la banda de rock canadiense April Wine y fue publicado originalmente en formato de VHS y laserdisc por Thorm EMI y Pionner Artists respectivamente en 1981.  Fue relanzado en 2008 en DVD por la disquera Cherry Red Records y un año después como álbum en vivo en formato de disco compacto por la compañía Lemon Recordings.
Este disco fue grabado durante un concierto realizado en el Hammersmith Odeon, ubicado en la ciudad de Londres, Inglaterra, Reino Unido el 27 de enero de 1981.. 

## Lista de canciones

### Versión original en VHS de 1981 y reedición de DVD de 2008
| Side one |                             |                                                                          |          |  |
| N.º      | Título                      | Escritor(es)                                                             | Duración |  |
| 1.       | «Big City Girls»            | Myles Goodwyn                                                            | 5:50     |  |
| 2.       | «Crash and Burn»            | Myles Goodwyn                                                            | 3:08     |  |
| 3.       | «Telling Me Lies»           | Myles Goodwyn                                                            | 3:16     |  |
| 4.       | «Future Tense»              | Myles Goodwyn                                                            | 4:08     |  |
| 5.       | «Ladies Man»                | Myles Goodwyn                                                            | 5:15     |  |
| 6.       | «Caught in the Crossfire»   | Myles Goodwyn                                                            | 3:47     |  |
| 7.       | «Sign of the Gypsy Queen»   | Lorence Hud                                                              | 6:33     |  |
| 8.       | «Just Between You and Me»   | Myles Goodwyn                                                            | 3:36     |  |
| 9.       | «Bad Boys»                  | Myles Goodwyn                                                            | 3:24     |  |
| 10.      | «One More Time»             | Myles Goodwyn                                                            | 3:43     |  |
| 11.      | «21st Century Schizoid Man» | Robert Fripp / Michael Giles / Greg Lake / Ian McDonald / Peter Sinfield | 5:05     |  |
| 12.      | «Roller»                    | Myles Goodwyn                                                            | 4:18     |  |
| 13.      | «I Like to Rock»            | Myles Goodwyn                                                            | 8:13     |  |
| 14.      | «All Over Town»             | Myles Goodwyn                                                            | 3:36     |  |
| 15.      | «Wanna Rock»                | Myles Goodwyn                                                            | 2:26     |  |

### Versión en laserdisc de 1981
| Side one |                           |               |          |  |
| N.º      | Título                    | Escritor(es)  | Duración |  |
| 1.       | «Big City Girls»          | Myles Goodwyn | 5:50     |  |
| 2.       | «Crash and Burn»          | Myles Goodwyn | 3:08     |  |
| 3.       | «Telling Me Lies»         | Myles Goodwyn | 3:16     |  |
| 4.       | «Future Tense»            | Myles Goodwyn | 4:08     |  |
| 5.       | «Ladies Man»              | Myles Goodwyn | 5:15     |  |
| 6.       | «Sign of the Gypsy Queen» | Lorence Hud   | 6:33     |  |
| 7.       | «Just Between You and Me» | Myles Goodwyn | 3:36     |  |
| 8.       | «Bad Boys»                | Myles Goodwyn | 3:24     |  |
| 9.       | «One More Time»           | Myles Goodwyn | 3:43     |  |
| 10.      | «Roller»                  | Myles Goodwyn | 4:18     |  |
| 11.      | «I Like to Rock»          | Myles Goodwyn | 8:13     |  |
| 12.      | «All Over Town»           | Myles Goodwyn | 3:36     |  |
| 13.      | «Wanna Rock»              | Myles Goodwyn | 2:26     |  |

### Reedición en disco compacto de 2009
| Side one |                             |                                            |          |  |
| N.º      | Título                      | Escritor(es)                               | Duración |  |
| 1.       | «Big City Girls»            | Myles Goodwyn                              | 5:50     |  |
| 2.       | «Crash and Burn»            | Myles Goodwyn                              | 3:08     |  |
| 3.       | «Telling Me Lies»           | Myles Goodwyn                              | 3:16     |  |
| 4.       | «Future Tense»              | Myles Goodwyn                              | 4:08     |  |
| 5.       | «Ladies Man»                | Myles Goodwyn                              | 5:15     |  |
| 6.       | «Caught in the Crossfire»   | Myles Goodwyn                              | 3:47     |  |
| 7.       | «Sign of the Gypsy Queen»   | Lorence Hud                                | 6:33     |  |
| 8.       | «Just Between You and Me»   | Myles Goodwyn                              | 3:36     |  |
| 9.       | «Bad Boys»                  | Myles Goodwyn                              | 3:24     |  |
| 10.      | «One More Time»             | Myles Goodwyn                              | 3:43     |  |
| 11.      | «21st Century Schizoid Man» | Fripp / Giles / Lake / McDonald / Sinfield | 5:05     |  |
| 12.      | «Roller»                    | Myles Goodwyn                              | 4:18     |  |
| 13.      | «I Like to Rock»            | Myles Goodwyn                              | 8:13     |  |
| 14.      | «All Over Town»             | Myles Goodwyn                              | 3:36     |  |
| 15.      | «Wanna Rock»                | Myles Goodwyn                              | 2:26     |  |

## Créditos
- Myles Goodwyn — voz y guitarra
- Brian Greenway — voz y guitarra
- Gary Moffet — guitarra y coros
- Steve Lang — bajo y coros
- Jerry Mercer — batería